# Alfred Tonello
Alfred Tonello, född 11 mars 1929 i Paris, död 21 december 1996 i Bondy, var en fransk tävlingscyklist.
Tonello blev olympisk bronsmedaljör i laglinjeloppet vid sommarspelen 1952 i Helsingfors.